# السياسي (مجلة)
السياسي هي مجلة أسبوعية مصرية تصدرها مؤسسة مصر للصحافة والطباعة والنشر والإعلان. شعارها «مجلة مصرية تنتمي للعالم». بدأ إصدارها في يونيو 2012م، ويرأس تحريرها عماد السيد.

## وصلات خارجية
- السياسي

1. ↑  "الرئيسية". مجلة السياسة الدولية. مؤرشف من الأصل في 2024-12-02. اطلع عليه بتاريخ 2024-01-29.